# Schwesterlein
Schwesterlein es una película dramática suiza de 2020 dirigida por Stéphanie Chuat y Véronique Reymond. Fue seleccionado para competir por el Oso de oro en la sección de competencia principal en la 70.ª edición del Festival Internacional de Cine de Berlín. Fue seleccionada como la entrada suiza a la Mejor Película Internacional en la 93. ª edición de los Premios Óscar, pero no fue nominada.

## Sinopsis
Una talentosa dramaturga empuja a su hermano gemelo, un famoso actor de teatro, de vuelta al centro de atención a pesar de que sufre de cáncer.

## Reparto
- Nina Hoss como Lisa
- Lars Eidinger como Sven
- Marthe Keller como Kathy
- Jens Albinus como Martín